# China Open (теніс) 2023
China Open (tennis) 2023 — тенісний турнір, що проходив на кортах з твердим покриттям у Пекіні, КНР з 25 вересня до 8 жовтня. Належав до категорій ATP 500 та WTA 1000.

## Фінальна частина

### Чоловіки, одиночний розряд
Яннік Сіннер —   Данило Медведєв 7–6(7–2), 7–6(7–2)

### Жінки, одиночний розряд
Іга Свьонтек —   Людмила Самсонова 6–2, 6–2

### Чоловіки, парний розряд
Іван Додіг /  Остін Крайчек —  Веслі Колгоф /  Ніл Скупскі 6–7(12–14), 6–3, [10–5]

### Жінки, парний розряд
Маріє Боузкова /  Сара Соррібес Тормо —  Чжань Хаоцін /  Джуліана Ольмос 3–6, 6–0, [10–4]